# おまえたちとの道FINAL 〜in 東京ドーム〜
『おまえたちとの道FINAL 〜in 東京ドーム〜』は、FUNKY MONKEY BABYSの4枚目のライブ・ビデオ。2013年10月30日にDREAMUSICよりリリースされた。

## 概要
2013年6月1日・6月2日に行われ、2日間で計10万人を動員した東京ドームでのラストライブを収録した映像作品。
6月2日の模様を中心に収録され、6月1日の5曲ダイジェスト及びオフショット映像が特典として付く。
ジャケットには3人のイラストが描かれている。メンバー全員がジャケットに登場するのは本作が最初で最後となった。

## チャート成績
2013年11月11日付のオリコン週間ランキングでDVD、BDともに週間2位にランクインした。

## 収録曲
DISC1
1. WE ARE FUNKY MONKEY BABYS
2. アワービート
3. ナツミ
4. 希望の唄
5. 恋の片道切符
6. 明日へ
7. 夢で逢えたら～I’m feelin’ you～
8. 告白
9. 夏の終わりに
10. 大切
11. Lovin’ Life
12. LIFE IS A PARTY
13. ガムシャラBOY
14. メロディーライン
15. 涙
16. ありがとう
17. あとひとつ
18. サヨナラじゃない
19. ALWAYS
20. ちっぽけな勇気
21. 悲しみなんて笑い飛ばせ

DISC2
1. 太陽おどり～新八王子音頭～＜アンコール＞
2. ヒーロー＜アンコール＞
3. そのまんま東へ＜アンコール＞
4. 西日と影法師＜アンコール＞

- 6月1日ライブダイジェスト
  1. もう君がいない
  2. 空
  3. 大丈夫だよ
  4. 桜
  5. この世界に生まれたわけ
- 東京ドームライブ オフショット映像